# Hopeaselkä
Hopeaselkä är en del av sjön Ruotsalainen i Finland.   Den ligger i landskapet Päijänne-Tavastland, i den södra delen av landet, 130 km norr om huvudstaden Helsingfors. Hopeaselkä ligger 79 meter över havet.